# Austrochloritis nambucca
Austrochloritis nambucca är en snäckart som beskrevs av Tom Iredale 1943. Austrochloritis nambucca ingår i släktet Austrochloritis och familjen Camaenidae. Inga underarter finns listade i Catalogue of Life.